# Großer Pätschsee bei Rheinsberg
Großer Pätschsee bei Rheinsberg este o arie protejată (arie specială de conservare — SAC, sit de importanță comunitară — SCI) din Germania întinsă pe o suprafață de 114,69 ha, integral pe uscat.

## Localizare
Centrul sitului Großer Pätschsee bei Rheinsberg este situat la coordonatele 53°07′45″N 12°50′41″E / 53.1292°N 12.8447°E.

## Înființare
Situl Großer Pätschsee bei Rheinsberg a fost declarat sit de importanță comunitară în august 2004 pentru a proteja 10 specii de animale. Situl a fost protejat și ca arie specială de conservare în decembrie 2016.

## Biodiversitate
Situată în ecoregiunea continentală, aria protejată conține 3 habitate naturale: Ape puternic oligomezotrofe cu vegetație bentonică cu Chara spp., Păduri de fag Luzulo-Fagetum, Mlaștini împădurite.
La baza desemnării sitului se află mai multe specii protejate:
- amfibieni (1): triton cu creastă (Triturus cristatus)
- mamifere (3): liliac cârn (Barbastella barbastellus), castor (Castor fiber), vidră de râu (Lutra lutra)
- nevertebrate (4): rădașcă (Lucanus cervus), Osmoderma eremita, Vertigo angustior, Vertigo moulinsiana
- pești (2): zvârluga (Cobitis taenia), boarță (Rhodeus sericeus amarus)

Pe lângă speciile protejate, pe teritoriul sitului au mai fost identificate 11 specii de plante, 2 specii de amfibieni.